# Conférence de Washington sur les œuvres d'art volées par les nazis
La conférence de Washington sur les œuvres d'art volées par les nazis réunit 44 États en 1998. Elle se tient à Washington, D.C. et concerne la restitution des œuvres d'art volées par le régime nazi avant et pendant la Seconde Guerre mondiale.
Une déclaration des principes applicables est publiée en marge de la conférence le 3 décembre 1998.

## La conférence
La conférence est organisée par le département d'État des États-Unis et le musée du mémorial de l'Holocauste des États-Unis,.
La conférence a pour objectif la discussion des actifs (œuvres d'art, livres, archives...) volés aux Juifs pendant le régime nazi. Elle s'inscrit dans la lignée de la Commission tripartite de l'or nazi (en) (1946-1998).
Le projet de la délégation américaine d'élaborer des « obligations contraignantes en vertu du droit international » a été abandonné dès le début de la phase préparatoire. C'est une proposition de la délégation suisse qui a permis de trouver un consensus lors de la conférence. Une déclaration explicite a été incluse dans le préambule, affirmant la nature non contraignante des principes, reconnaissant les différences entre les systèmes juridiques et tenant compte du fait que chaque État agit dans le cadre de ses propres lois.
Elle ne comporte cependant aucune mesure contraignante,.

## Les principes applicables
À l'issue de la conférence onze principes applicables aux œuvres d'art confisquées par les nazis ont été adoptés. Ces principes sont :
1. Les œuvres d’art qui ont été confisquées par les nazis et n’ont pas fait l’objet d’une restitution ultérieure devraient être recensées.
2. Les fichiers et archives pertinents devraient être ouverts et accessibles aux chercheurs, conformément aux directives du Conseil international des archives.
3. Du personnel et des moyens devraient être mis à disposition pour faciliter le recensement de toutes les œuvres d’art ayant été confisquées par les nazis et n’ayant pas été restituées ultérieurement.
4. Lorsque l’on veut établir qu’une œuvre d’art a été confisquée et n’a pas été restituée ultérieurement, il faudrait tenir compte des lacunes ou des ambiguïtés inévitables concernant sa provenance, du fait de l’époque et des circonstances dans lesquelles s’inscrit l’Holocauste.
5. Il ne faudrait ménager aucun effort pour faire connaître les œuvres d’art qui ont été reconnues confisquées par les nazis et qui n’ont pas été ultérieurement restituées afin de retrouver leurs propriétaires d’avant-guerre ou leurs ayants-droit.
6. Il conviendrait de s’employer à constituer un registre centralisant toutes ces informations.
7. Les propriétaires d’avant-guerre ou leurs ayants-droit devraient être encouragés à se faire connaître et à faire valoir leurs droits sur les œuvres d’art qui leur ont été confisquées par les nazis et qui ne leur ont pas été restituées ultérieurement.
8. Si l’on peut identifier les personnes qui, avant-guerre, possédaient des œuvres d’art ayant été reconnues confisquées par les nazis et ne leur ayant pas été restituées ultérieurement ou si l’on peut identifier leurs ayants-droit, il faudrait prendre des mesures dans les meilleurs délais pour trouver une solution juste et équitable, sachant qu’il peut y avoir plusieurs variantes en fonction des faits et des circonstances propres à un cas donné.
9. Si l’on ne peut identifier ni les personnes qui, avant-guerre, possédaient des œuvres d’art ayant été reconnues confisquées par les nazis, ni leurs ayants-droit, il conviendrait de prendre des mesures dans les meilleurs délais pour parvenir à une solution juste et équitable.
10. Il y aurait lieu d’équilibrer la composition des commissions ou autres organes créés dans le but de recenser les œuvres d’art ayant été confisquées par les nazis et de faciliter le règlement des questions relatives au droit de propriété.
11. Les nations sont invitées à mettre en place des processus nationaux pour appliquer ces principes, notamment dans la mesure où il s’agit de nouveaux mécanismes de résolution des différends permettant de régler des problèmes de droit de propriété.